# Neuchâtel-Urtière
Neuchâtel-Urtière ist eine französische Gemeinde mit 166 Einwohnern (Stand: 1. Januar 2022) im Département Doubs in der Region Bourgogne-Franche-Comté.

## Geographie
Neuchâtel-Urtière liegt auf 415 m, drei Kilometer westlich von Pont-de-Roide-Vermondans und etwa 16 Kilometer südsüdwestlich der Stadt Montbéliard (Luftlinie). Das Dorf erstreckt sich im Talkessel eines südlichen Seitenbaches der Ranceuse, am Nordfuß der Lomontkette im nördlichen französischen Jura.
Die Fläche des 6,21 km² großen Gemeindegebiets umfasst einen Abschnitt des französischen Juras. Der zentrale Teil des Gebietes wird vom Talbecken von Neuchâtel eingenommen, das eine Breite von rund 500 m und eine Länge von knapp 1,5 km aufweist. Es wird durch den Dorfbach nach Norden zur Ranceuse und damit zum Doubs entwässert. Auf drei Seiten wird das landwirtschaftlich genutzte Talbecken von steilen Hängen umgeben, die an ihrer Oberkante an verschiedenen Orten von einem widerstandsfähigen Kalkfelsband gekrönt werden. Die westliche Abgrenzung des Talkessels bildet der Schlossberg, die östliche der Bois du Plamont, beides bewaldete nördliche Ausläufer der Lomontkette. Nach Süden erstreckt sich das Gemeindeareal über den hufeisenförmigen Talabschluss bis auf den Kamm der Montagne du Lomont im Bereich des Gipfels Mont Solemont. Dieser bildet in geologisch-tektonischer Hinsicht eine Antiklinale des Faltenjuras und ist gemäß der Streichrichtung des Gebirges in der Region in Richtung West-Ost orientiert. Mit 828 m wird auf dem Kamm des Lomont die höchste Erhebung von Neuchâtel-Urtière erreicht.
Mit einem schmalen Streifen reicht der Gemeindeboden nordwärts über die rund 500 m breite Talniederung der Ranceuse bis an den Rand der Tafeljurahochfläche der Grands Bois (bis 520 m).
Zu Neuchâtel-Urtière gehört der Weiler La Combe-d’Hyans (375 m) im Tal der Ranceuse am Südfuß der Grands Bois. Nachbargemeinden von Neuchâtel-Urtière sind Pont-de-Roide-Vermondans im Osten, Villars-sous-Dampjoux, Feule und Solemont im Süden sowie Rémondans-Vaivre im Westen.

## Geschichte
An strategisch hervorragend geschützter Lage auf zwei Felsvorsprüngen oberhalb des Talkessels von Neuchâtel ließen die Herren von Neuchâtel in der Zeit von 1136 bis 1139 ihren Stammsitz erbauen. Die Herrschaft Neuchâtel (einst Neufchâtel) entwickelte sich zu einer der bedeutendsten Herrschaften der Region im Mittelalter. Nach seinem Einmarsch in die Franche-Comté verfügte König Ludwig XIV. den Abriss der Burg, um das Feudalsystem niederzuschlagen. Seit 1675 ist die Burg Neuchâtel eine Ruine. Das Baumaterial wurde weggebracht und für den Bau von Häusern und einer Brücke über den Doubs in der Umgebung benutzt. Zusammen mit der Franche-Comté gelangte Neuchâtel mit dem Frieden von Nimwegen 1678 an Frankreich. Um eine Verwechslung mit anderen gleichnamigen Gemeinden zu vermeiden, wurde Neuchâtel im Jahr 1961 offiziell in Neuchâtel-Urtière umbenannt.

## Sehenswürdigkeiten

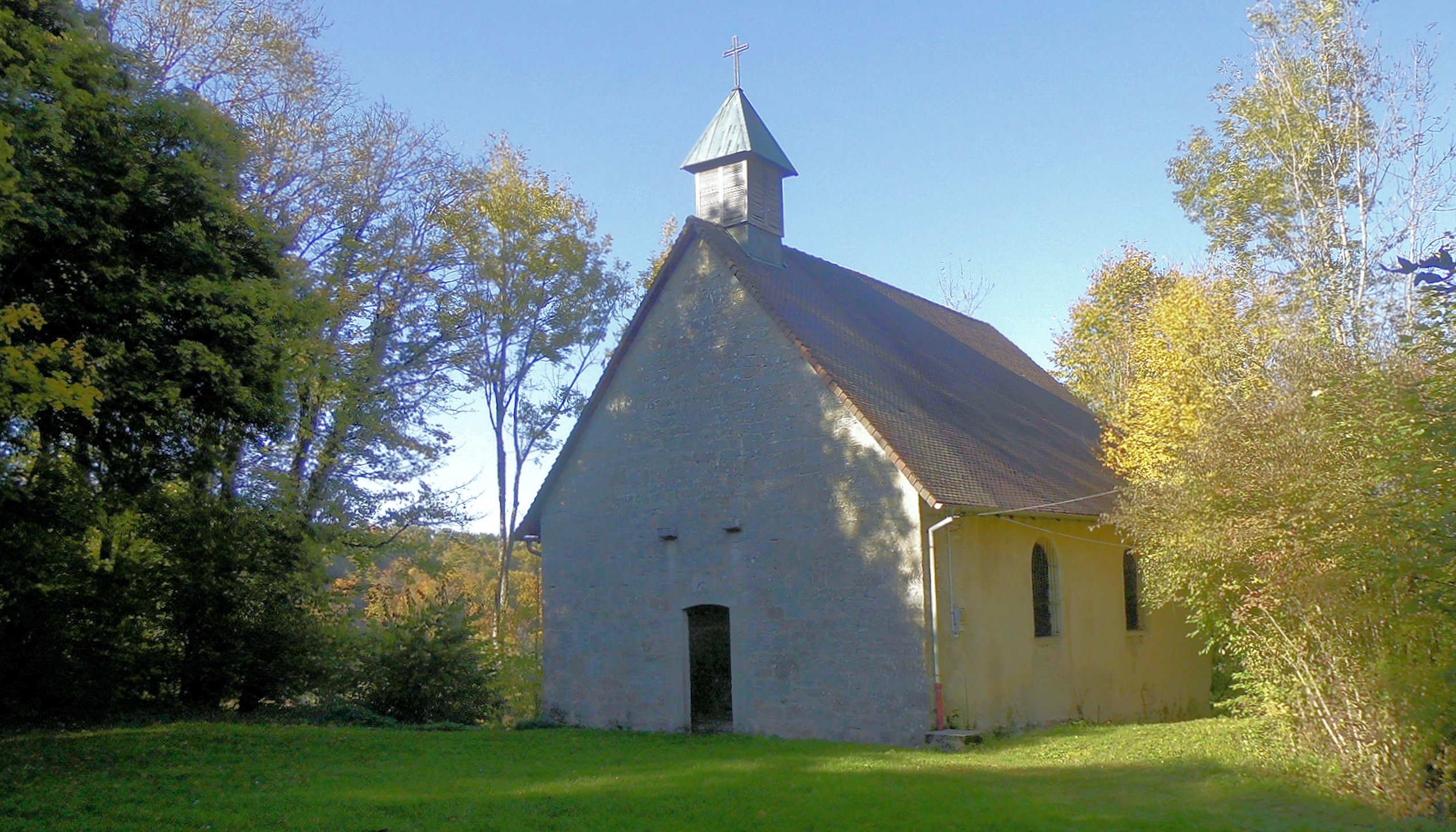
Kapelle Saint-Ursin

Von der mittelalterlichen Burg Neuchâtel (12. Jahrhundert) sind die Ruinen erhalten: die Fundamente beziehungsweise der Unterbau von sechs Türmen sowie von weiterem Mauerwerk. Die Kapelle Saint-Ursin unterhalb eines Felsvorsprungs wurde im 17. Jahrhundert wiederaufgebaut und besitzt reiches Mobiliar, darunter den Altar, das Taufbecken und eine Statue des Dorfpatrons Saint-Ursin.

## Bevölkerung
| Jahr                       | 1962 | 1968 | 1975 | 1982 | 1990 | 1999 | 2005 | 2016 |
| Einwohner                  | 83   | 73   | 66   | 83   | 129  | 149  | 152  | 194  |
| Quellen: Cassini und INSEE |      |      |      |      |      |      |      |      |

Mit 166 Einwohnern (Stand 1. Januar 2022) gehört Neuchâtel-Urtière zu den kleinen Gemeinden des Départements Doubs. Nachdem die Einwohnerzahl in der ersten Hälfte des 20. Jahrhunderts stets im Bereich zwischen 55 und 80 Personen gelegen hatte, wurde seit Mitte der 1970er Jahre ein deutliches Bevölkerungswachstum verzeichnet. Seither hat sich die Einwohnerzahl mehr als verdoppelt.

## Wirtschaft und Infrastruktur
Neuchâtel-Urtière war bis weit ins 20. Jahrhundert hinein ein vorwiegend durch die Landwirtschaft (Ackerbau, Obstbau und Viehzucht) und die Forstwirtschaft geprägtes Dorf. Daneben gibt es heute einige Betriebe des lokalen Kleingewerbes. Mittlerweile hat sich das Dorf auch zu einer Wohngemeinde gewandelt. Viele Erwerbstätige sind deshalb Wegpendler, die in den größeren Ortschaften der Umgebung und in der Agglomeration Montbéliard ihrer Arbeit nachgehen.
Die Ortschaft liegt abseits der größeren Durchgangsstraßen. Die einzige Zufahrt erfolgt von der Departementsstraße, die von Pont-de-Roide nach Clerval führt. Der nächste Anschluss an die Autobahn A36 befindet sich in einer Entfernung von ungefähr 14 Kilometern.